# Charlie Murphy
Charles Quinton "Charlie" Murphy (Nova Iorque, 12 de julho de 1959 – Nova Iorque, 12 de abril de 2017) foi um ator, comediante e roteirista americano. Era o irmão mais velho do ator e comediante Eddie Murphy, uma das referências da comédia Stand Up nos Estados Unidos.

## Morte
Charlie Murphy morreu em 12 de abril de 2017, aos 57 anos de idade, vitíma  de leucemia.

## Filmografia
| Ano  | Titulo                                  | Papel                          | Notas                 |
| ---- | --------------------------------------- | ------------------------------ | --------------------- |
| 1989 | Harlem Nights                           | The Muffin Man                 |                       |
| 1990 | Mo' Better Blues                        | Eggy                           |                       |
| 1991 | Jungle Fever                            | Livin' Large                   |                       |
| 1993 | CB4                                     | Gusto                          |                       |
| 1995 | Vampire in Brooklyn                     |                                | Roteirista            |
| 1996 | The Pompatus of Love                    | Saxophone Man                  |                       |
| 1998 | The Players Club                        | Brooklyn                       |                       |
| 1999 | Unconditional Love                      | Detetive                       |                       |
| 2002 | Paper Soldiers                          | Johnson                        | Also writer           |
| 2003 | Death of a Dynasty                      | Dick James/Dukey Man/Sock Head |                       |
| 2005 | Lovesick                                | Damian                         |                       |
| 2005 | King's Ransom                           | Herb Clarke                    |                       |
| 2005 | Roll Bounce                             | Victor                         |                       |
| 2006 | Night at the Museum                     | Taxista                        | Cameo                 |
| 2007 | Three Days to Vegas                     | Andre                          |                       |
| 2007 | Mattie Fresno and the Holoflux Universe | Griss                          |                       |
| 2007 | Norbit                                  | Lloyd o Cachorro               | Dublador / Roteirista |
| 2007 | Unearthed                               | Hank                           |                       |
| 2007 | Twisted Fortune                         | Angel Robbins                  |                       |
| 2007 | Universal Remote                        | Various                        |                       |
| 2007 | The Perfect Holiday                     | J-Jizzy                        |                       |
| 2008 | Bar Starz                               | Clay the Doorman/Arnie         |                       |
| 2008 | The Hustle                              | Junior Walker                  |                       |
| 2009 | Frankenhood                             | Franklin                       |                       |
| 2010 | Our Family Wedding                      | T.J.                           |                       |
| 2010 | Lottery Ticket                          | Semaj                          |                       |
| 2012 | Moving Day                              | Cedric                         |                       |
| 2016 | Meet the Blacks                         | Key Flo                        | Último Papel          |

### Televisão
- 2003 a 2006 – Chappelle's Show

No canal TBS ele faz o pai de Lindsay e Kevin, filhos de Nick Kingston Percy

### Como roteirista
- 1995 – Vampire in Brooklyn (Um Vampiro no Brooklyn)
- 2007 – Norbit